# Arteria meningea posterior
Arteria meningea posterior er en lille epidural arterie der forsyner det bagerste af hjernehinden. Den udspringer hyppigst fra arteria cerebelli inferior posterior men kan til tider også opstå fra arteria vertebralis. Udspringspunktet kan variere fra disse afhængig af fagbog og definition, eksempeltvist citeres arteria pharyngea ascendens i danske fagbøger.